# Зеда Бзвані
Зеда Бзвані (груз. ზედა ბზვანი) — село в Грузії.
За даними перепису населення 2014 року в селі проживає 371 особа.